# Helle Helle
Helle Helle, född Helle Olsen den 14 december 1965 i Nakskov, är en dansk författare. Hon tilldelades Kritikerprisen 2005 för romanen Rødby-Puttgarden, 2009 fick hon P.O. Enquist-priset för romanen Ned til hundene och samma roman nominerades till Nordiska rådets litteraturpris 2009.
Hon läste litteraturvetenskap på Köpenhamns universitet och gick sedan på Forfatterskolen. I hennes verk står vardagslivet i centrum och stilen är stram och minimalistisk. Själv gillar hon inte att kallas för minimalist eftersom det låter "blodfattigt och likgiltigt", men att hon tycker om när det inte händer för mycket och att hon har ett enkelt språk. Därför uppskattar hon också Hemingway. I vissa fall kommer inspirationen till romanerna tydligt från hennes eget liv – hon har till exempel själv arbetat i parfymdisken på färjan mellan Rødby och Puttgarden, precis som huvudpersonerna i en av hennes romaner.
Helle bytte till efternamnet Helle när hon var 23 år och det blev godkänt eftersom det har funnits i släkten. Hon bor utanför Sorø med sin man, konstnären Mikkel Carl.

## Priser och utmärkelser
- 2003 – Beatricepriset
- 2005 – Kritikerpriset för Rødby-Puttgarden
- 2009 – P.O. Enquists pris
- 2012 – Boghandlernes gyldne Laurbær för Dette burde skrives i nutid
- 2016 – Det Danske Akademis Store Pris
- 2019 – Holbergmedaljen
- 2022 – Montanas litteraturpris